# 辛拉面
辛拉麵（신라면／辛라면，辛拉麪），又叫辛辣麵，是韓國食品廠商農心在1986年所推出的泡麵品牌，现已行销至全球100多个国家与地区。辛拉面也是在韩国销量第一的方便面。
辛拉麵以其辛辣口味聞名，目前有兩種口味：原味辛拉麵及在2011年推出的黑辛拉麵。

## 历史
農心於1986年10月推出了辛拉麵。農心研發團隊以韓國傳統料理-韓式包菜燉牛肉為概念所開發。
自辛拉麵推出以後，農心的市場佔有率在1987年達到了46.3%,並在1988年達到了53.8% 。以超過20%的市場份額，辛拉麵成為了韓國泡麵市場中的領導品牌。
1996年，由農心代理商正式引進到香港，但早在1990年代初已有旅客帶回及不經本地代理商引入的水貨在香港市面流通。
1999年，首次进入中国大陆市场。
2014年8月，農心將麵條口感改得更有嚼勁，並把包裝改頭換面。
2017年，農心推出了辣白菜口味的辛拉麵。
2019年，農心推出了非油炸麵條，把卡路里減少了將近一半。
截至2015年，辛拉麵累計銷售量達到了280億包，累計銷售額突破10兆韓元。 辛拉麵因其品牌知名度及影響力而被全國品牌消費指數 (NBCI)標榜為韓國拉麵第一名品牌。

### 名字由來與包裝
辛拉麵的名字是漢字「辛」，字面上有辛辣的意思，也剛好是農心集團創辦人辛春浩的姓氏。辛拉麵採用紅色和黑色的包裝設計並強調了「辛」的書法字。包裝背景則是漢字「辛」在辭典上的意思和其辭典頁面上的形式。農心食品決定強調「辛」字作為品牌包裝是因為他們相信漢字比諺文更能傳遞辛拉麵的品牌形象。
而辛拉麵在傳入香港時則以「辛辣麵」為名，並沿用至今。

## 產品
在美國，辛拉麵分為兩種：包裝及杯/碗裝。一包辛拉麵有120克，杯或碗裝的辛拉麵則有4種大小：辛拉麵杯麵（68克），辛拉麵碗麵（86克），辛拉麵M杯（75克）和辛拉麵大碗裝（114克）。日本還有辛拉麵迷你杯裝。
黑辛拉麵於2011年4月推出。黑辛拉麵的不同處在於附上了雪濃湯調料。其他材料包括水煮牛肉片，蒜及香菇。在美國，黑辛拉麵有130克包裝，101克杯/碗裝及75克M-杯裝。
激辣辛拉麵於2019年底推出，有標準袋裝及較小的杯麵裝，口味是普通辛拉麵的三倍辣。
在中國還有鮮蝦口味的辛拉麵。

## 國際銷售
辛拉麵是韓國最受歡迎的泡麵，佔據了韓國速食麵市場的四分之一。至今辛拉麵已被出口至全球超過100個國家，目前在美國，中國及韓國生產。

## 市场营销
農心以“사나이 울리는 신라면 ”作為行銷策略（羅馬字：Sanai Ullineun Shin Ramyun。意思是让男子汉流泪的辛拉麵。）Sanai（諺文: 사나이）用以形容具有男子氣概的男性。
辛拉麵的大多數廣告都会採用知名男藝人，廣告情景經常是与家人一起享用辛拉麵。廣告著重於表現出家庭和睦，貼近韓國人生活及貼近民心。
以其《江南Style》闻名的Psy及韩国足球选手朴智星也出演了辛拉麵廣告。

## 圖集

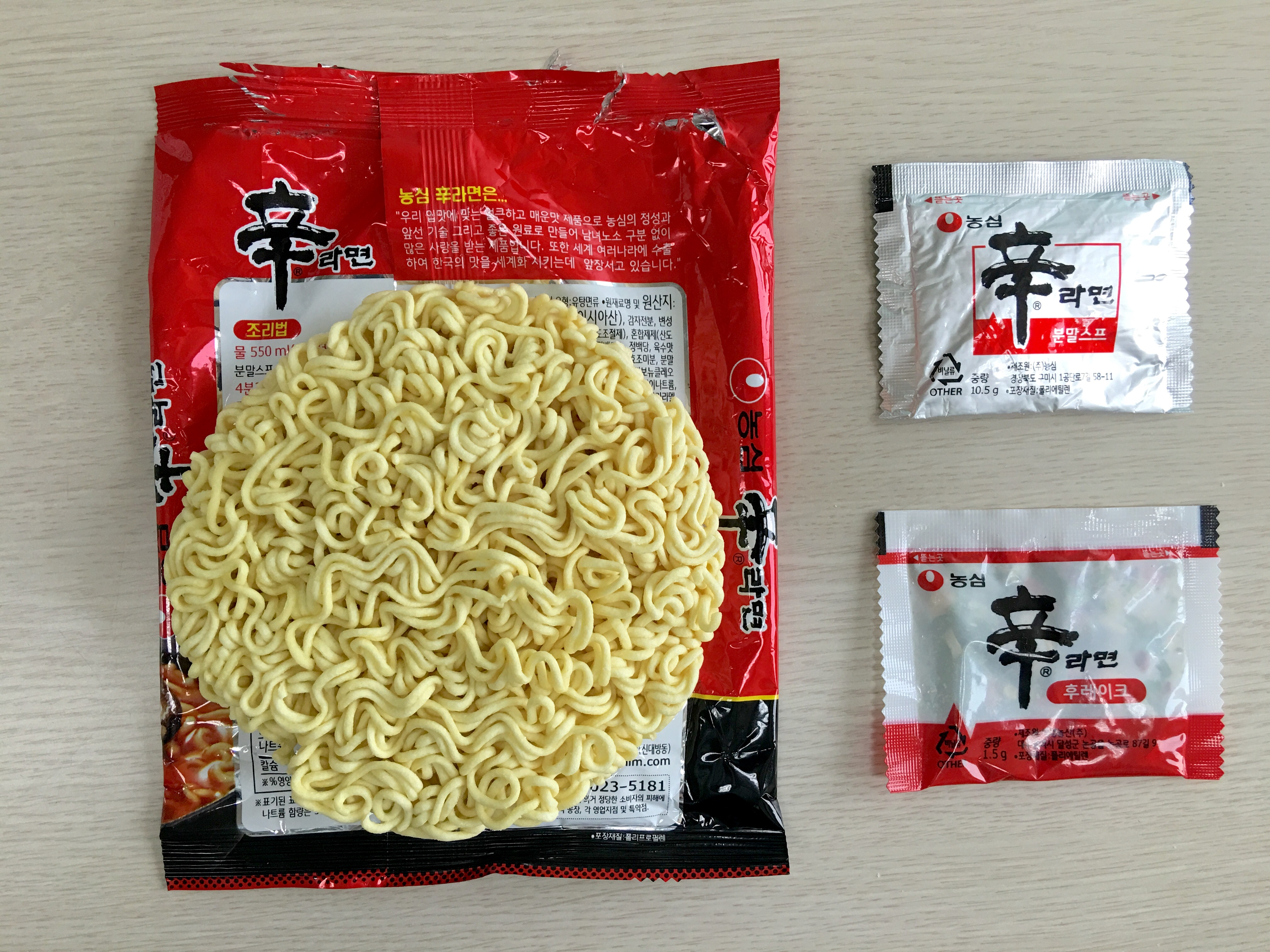
韩国版辛拉面的內部物
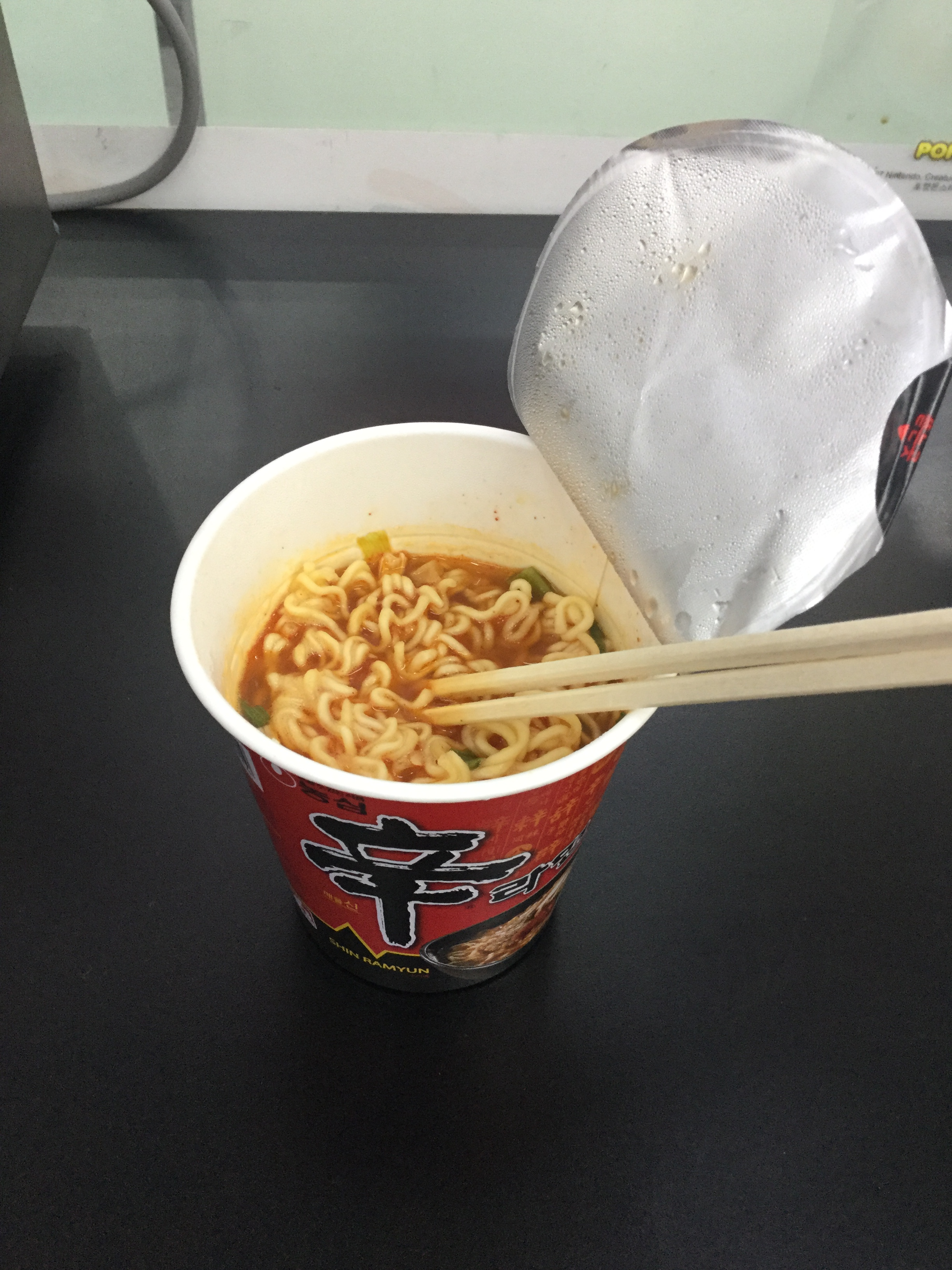
烹煮完成的杯裝辛拉面

## 外部連結
- 農心官方網站 （页面存档备份，存于）